# Roman non fictionnel

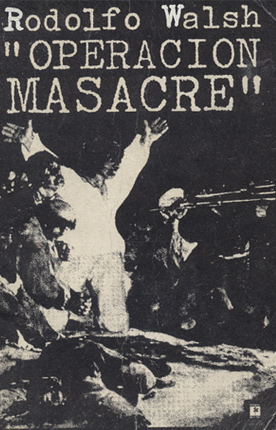
Operación Masacre (1957), roman pionnier du genre

Le roman non fictionnel ou roman témoignage est un genre romanesque où la narration rapporte des faits réels, tout en empruntant aux techniques de la fiction littéraire classique.

## Apparition du genre
Le terme de « roman non fictionnel » (non-fiction novel en anglais) est apparu aux États-Unis en 1966, après la parution de De sang-froid de Truman Capote, qui raconte par le menu un quadruple homicide réel, son contexte et l'enquête qui s'ensuivit. Idéalement, selon Capote, un roman non fictionnel devrait être entièrement raconté à la troisième personne, et ne même pas mentionner le nom de son auteur.
Cependant, s'il est généralement admis que c'est alors que le terme a été forgé, certains textes antérieurs possèdent déjà les caractéristiques propres au genre : des travaux historiques ou biographiques présentant une forme littéraire proche de celle d'une fiction. Certains universitaires ont plus précisément désigné comme premier roman non fictionnel de l'histoire Operación Masacre (1957), du journaliste argentin Rodolfo Wash, qui raconte l'assassinat de militants péronistes l'année précédente.

## Développements
De par sa nature, le roman de non-fiction peut être assimilé à une œuvre de journalisme qui disposerait d'un espace inédit pour s'exprimer. Un exemple pourrait être Voyage au bout de la solitude de Jon Krakauer, récit qui reprend et développe un article publié dans un magazine.
À la fin des années 1960, le genre connaît un certain succès concomitant avec celui du « nouveau journalisme » (même si le terme n'a pas été adopté à l'époque). Ses figures marquantes sont Hunter S. Thompson (Hell's Angels, 1966), Norman Mailer (Les Armées de la nuit, 1968) et Tom Wolfe (Acid Test, 1968). Le journalisme emprunte alors au roman, adoptant la première personne, comme le roman au journalisme, pour aboutir à un hybride qui constitue une tentative de sortir des catégories traditionnelles.
Les Armées de la nuit constitue, d'après certains critiques, le sommet du roman de non-fiction, dans lequel l'auteur raconte de manière autobiographique la marche vers le Pentagone en octobre 1967 pour protester contre la guerre du Vietnam. Comme dans de grands classiques de la littérature, le texte mêle brillamment l'histoire en cours d'écriture, celle qui restera dans les annales, et la vie de ses acteurs, qui seront oubliés.
Dans les années 1970, certains auteurs apporteront leur contribution au genre en republiant des essais et des articles en tentant de leur donner un caractère littéraire, comme Michael Herr, dans Dispatches (1977), qui raconte son expérience de journaliste au Vietnam, et qui est considéré comme l'un des meilleurs récits sur cette guerre.
Le genre est ensuite tombé dans une certaine désaffection chez les auteurs, qui sont rares à le revendiquer directement. Le récit, terme plus extensif qui ne constitue pas réellement un genre littéraire, permet en effet à son auteur beaucoup plus de libertés. Le roman non fictionnel reste associé à des œuvres très documentées, comme celle qui fonda le genre.
Dans la littérature française, les exemples restent rares. On pourrait citer L'Adversaire, d'Emmanuel Carrère, qui raconte à la première personne le parcours d'un homme qui tua sa famille à laquelle il avait menti sur sa vie, du point de vue de l'auteur, également journaliste.